# Tilicho
Tilicho é uma montanha no maciço dos Annapurnas dos Himalaias, cujo cimo se ergue a 7 134 metros de altitude. Foi descoberta em 1950 por uma equipa liderada por Maurice Herzog, que procurava o caminho para o Annapurna I. Foi escalada até ao cimo pela primeira vez por Emanuel Schmutz, através da encosta noroeste.